# Aniela Wolberg
Aniela Franciszka Wolberg (Czestochowa, Polònia, 14 d'octubre de 1907 - Varsòvia, Polònia, 11 d'octubre de 1937), fou una anarquista polonesa.
Va néixer en Czestochowa (Polònia) el 14 d'octubre de 1907 en una família jueva, filla d'Adam Alexander (1869-1946), fabricant de productes químics, i de Sophie Karpt. Va entrar en contacte amb les idees anarquistes durant els seus estudis a la universitat. Va ser membre de la Federació Anarquista Polonesa des de 1926. Va començar els seus estudis en Cracòvia, en la Polònia natal, continuant els seus estudis a França, a París i Montpeller. A França va seguir col·laborant des de la distància amb grups anarquistes polonesos, però també va mantenir contacte amb organitzacions llibertàries franceses com ara la CGT-SR (Confederació General del Treball - Sindicalista Revolucionària) o grups anarquistes espanyols en l'exili. Va col·laborar freqüentment amb la premsa llibertària, en revistes del moviment polonès com ara Proletariat, Walka (lluita) o Walka Klas (lluita de classes).
Va ser deportada de França a Polònia a causa de les seves activitats anarquistes el 1932. Aquest mateix any, ja a Polònia, va ser nomenada secretària de la Federació Anarquista. El 1934 va ser empresonada per un breu període. També va estar a Espanya el 1936, en plena guerra civil. Va morir l'11 d'octubre de 1937 a Varsòvia, després de complicacions en una operació quirúrgica.